# Siti di importanza regionale
I Siti di importanza regionale, anche noti come Siti di interesse regionale e spesso abbreviati con la sigla SIR, sono delle aree ecologicamente rilevanti che tutelano gli habitat e le specie, animali e vegetali, non inquadrate all'interno delle direttive comunitarie.
La Regione Toscana è promotrice dell'iniziativa in quanto in attuazione delle direttive europee a tutela dell'ambiente ha emanato la Legge Regionale 30/2015 (Norme per la conservazione e la valorizzazione del patrimonio naturalistico-ambientale regionale), che include nella propria rete ecologica regionale (composta dall'insieme dei SIC e delle ZPS) ulteriori aree tutelate chiamate SIR (siti di interesse regionale) come già da D.C.R. n. 342 del 10/11/1998. 
Dal giugno 2015 per tali aree, ai sensi dell'articolo 116 della Legge Regionale 30/2015, è stata avviata dai competenti uffici regionali, una specifica ricognizione volta a verificare la loro potenziale ascrivibilità ad una delle tipologie di area protetta previste dall'attuale normativa regionale (SIC, ZPS, Riserva regionale). 

## SIR in Toscana
L'amministrazione della Regione ha individuato ad oggi 14 siti differenti:
| N. | Nome                                            | Provincia | Comune                                                          |
| -- | ----------------------------------------------- | --------- | --------------------------------------------------------------- |
| 1  | Balze di Volterra e crete circostanti           | PI        | Volterra                                                        |
| 2  | Bandite di Follonica                            | GR-LI     | Follonica,Massa Marittima,Suvereto,Piombino,Campiglia Marittima |
| 3  | Basso corso del Fiume Orcia                     | SI–GR     | Montalcino,Cinigiano,Castel del Piano,Civitella Paganico        |
| 4  | Boschi di Montalto                              | AR        | Pieve Santo Stefano                                             |
| 5  | Caselli                                         | PI        | Monteverdi Marittimo                                            |
| 6  | Campo Regio                                     | GR        | Orbetello                                                       |
| 7  | Lago Verde di Passo del Brattello               | MS        | Pontremoli                                                      |
| 8  | Monte Palodina                                  | LU        | Gallicano, Fabbriche di Vergemoli                               |
| 9  | Podere Moro - Fosso Pagliola                    | SI        | Abbadia San Salvatore                                           |
| 10 | Rupi basaltiche di Piazza al Serchio e Poggio   | LU        | Piazza al Serchio, Camporgiano                                  |
| 11 | Serpentine di Pieve S. Stefano                  | AR        | Pieve Santo Stefano,Caprese Michelangelo                        |
| 12 | Torrente Trasubbie                              | GR        | Scansano,Roccalbegna, Campagnatico,Arcidosso                    |
| 13 | Valle del Pavone e Rocca Sillana                | PI        | Castelnuovo di Val di Cecina, Pomarance                         |
| 14 | Zone umide del Golfo di Mola e di Schiopparello | LI        | Portoferraio,Capoliveri                                         |